# Eddie Crook Jr.
Eddie Crook Jr. est un boxeur américain né le 19 avril 1929 à Detroit, Michigan, et mort le 25 juillet 2005 à Montgomery, Alabama.

## Carrière
Il devient champion olympique aux Jeux de Rome en 1960 dans la catégorie poids moyens en battant en finale le Polonais Tadeusz Walasek.

## Parcours auxJeux olympiques
Jeux olympiques d'été de 1960 à Rome (poids moyens) :
- bat Peter Odhiambo (Ouganda) aux points 5 à 0 ;
- bat Lo Pu Chang (Formose) par arrêt de l'arbitre au 3e round ;
- bat Ion Monea (Roumanie) par KO au 2e round ;
- bat Tadeusz Walasek (Pologne) aux points 3 à 2.